# Basket-ball en Roumanie
Cet article traite du basket-ball en Roumanie.

## Les débuts
Le basket-ball se répand en Europe dès le début du XXe siècle, à la suite de sa présence en guise de présentation aux Jeux olympiques d'été de 1904. En 1932 se constitue la Fédération internationale de basket-ball amateur (FIBA), dont la Roumanie fait partie des membres fondateurs à côté de l'Argentine, la Tchécoslovaquie, la Grèce, l'Italie, la Lettonie, le Portugal et la Suisse. Dès 1935 a lieu la première édition du championnat d'Europe auquel participe également la Roumanie.
Les premières démonstrations de basket-ball en Roumanie ont lieu en 1920. Jusqu'en 1923 le basket-ball se pratique presque uniquement dans des lycées de Bucarest, avec des compétitions interscolaires. Un des lycées célèbres à cette époque était le lycée Mihai-Viteazul, vainqueur de la première compétition interlycéenne du pays. De plus, ce fut aussi la première institution qui a bénéficié d'un terrain réglementaire de basket-ball. Dès 1928 se constituent les premières équipes, exclusivement masculines aux clubs Sportul Studențesc, Juventus et T.C.R.
La Fédération roumaine de basket-ball est fondée en 1931. En cette année a également lieu le premier championnat régional masculin. À cette époque, il n'y avait pas plus de 150-200 sportifs agrégés, le basket-ball étant en particulier pratiqueé par des amateurs. Avec l'avènement du régime communiste ce sport commence à revêtir un caractère de masse, comme toutes les autres activités sportives de cette époque. La Roumanie participe aux premiers Jeux balcaniques en 1946, des championnats républicains sont organisés à partir de 1947 et chaque année ont lieu des championnats scolaires et universitaires de même que des festivals de mini-basket-ball pour les enfants.

## Championnat de Roumanie masculin de basket-ball
Les vainqueurs du championnat :
- Dinamo Bucarest (22 titres entre 1952 et 2003)
- Steaua Bucarest (21 titres entre 1955 et 1991)
- Asesoft Ploieşti (11 titres entre 2003 et 2015)
- Universitatea Cluj-Napoca (4 titres entre 1991 et 2011)
- Petrom Arad (2 titres entre 2000 et 2002)
- Metalul Bucarest (2 titres entre 1950 et 1952)
- CSU Sibiu	(2 titres entre 1994 et 1999)
- BC Argeş Piteşti (1 titre en 1999/2000)

## Palmarès international
Les meilleures performances de la Roumanie sont:
- 3 fois la 4e place au Championnat d'Europe de basket-ball féminin (1964, 1966, 1968)
- 2 fois la 5e place au Championnat d'Europe de basket-ball masculin (1957, 1967)
- la 3e place au championnat mondial universitaire de 1981 par l'équipe féminine et la 4e place pour l'équipe masculine
- la 5e place au Championnat du monde de basket-ball masculin des moins de 19 ans 1991 avec, dans l'équipe Gheorghe Mureșan, le seul Roumain qui à ce jour a évolué en NBA ainsi que Constantin Popa qui a évolué en France et en Israël.
- la participation des équipes Steaua, Dinamo, Politehnica București et Rapid aux coupes européennes

## Joueurs de valeur
- Virgil Stănescu qui a évolué dans l'équipe Steaua CSM EximBank et qui a été transféré en 2007 vers l'équipe russe de l'UNICS Kazan.